# 朝倉信景
朝倉 信景（あさくら のぶかげ）は、安土桃山時代から江戸時代前期にかけての武士、後に出家して僧となる。越前国の戦国大名朝倉義景の末子とされる。

## 生涯
朝倉義景の子として生まれたとされる。朝倉氏の滅亡時、難を逃れて逃亡し、本願寺教如の弟子となり江戸へと移り住んだ。寛永5年（1628年）、桜田外に遍立寺（朝倉山・一乗院）を建立して、本願寺宣如より本尊を譲り受けて住職となった。承応元年に82歳で入定した。
なお、信景の名は朝倉氏の家系の中にその名を見ることができない。しかし、江戸時代に実在した人物であり、本願寺とも姻戚関係であった朝倉氏が本願寺との深い繋がりがあったことは事実である。義景の実子であったかは現時点での確証は無いが、朝倉氏の縁戚の人物であることは間違いないと思われる。
上記記載は東京都西東京市の遍立寺の縁起に拠った。